# Curcuma
Curcuma ist eine Pflanzengattung innerhalb der Familie der Ingwergewächse (Zingiberaceae). Ihr gehört auch die Kurkuma oder Indische Gelbwurz (Curcuma longa), als auch die Javanische Gelbwurz (Curcuma zanthorrhiza, alias Curcuma xanthorrhiza) als wichtige Gewürzpflanze an, nicht aber die ebenfalls Gelbwurz genannte Xanthorhiza simplicissima. Die traditionell aus der Pflanze gewonnene Substanz Curcumin dient außer als Geschmacksträger auch als gelber Farbstoff, unter anderem zur Färbung von Lebensmitteln. Es gibt etwa 120 taxonomisch anerkannte Arten, die meist aus Süd- und Südostasien stammen, vom tropischen Asien bis Nordaustralien verbreitet sind und in den Tropen vielfach kultiviert werden.

## Beschreibung

### Vegetative Merkmale
Die Curcuma-Arten sind ausdauernde krautige Pflanzen. Sie bilden verzweigte, fleischige, aromatische Rhizome, an denen oftmals Knollen zu finden sind. Die meist grundständigen Laubblätter sind meist lanzettlich, länglich oder selten fast linealisch.

### Generative Merkmale

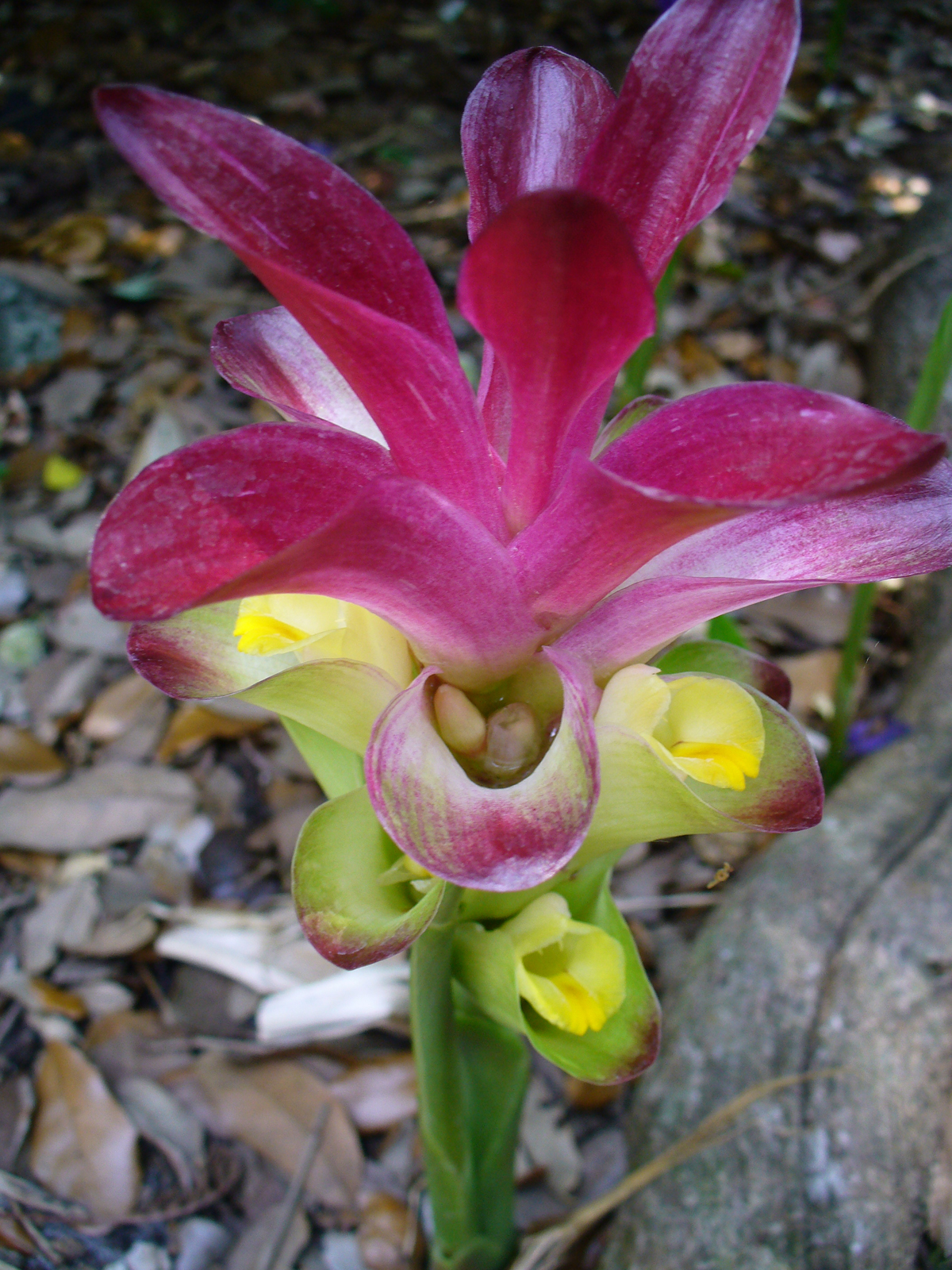
Zitwerwurzel (Curcuma zedoaria)

Oftmals vor der Ausbildung von Blättern treiben direkt aus dem Rhizom an Pseudotrieben oder separate Trieben, die endständigen, ährigen Blütenstände aus. Am aufrechten Blütenstand befinden sich Brakteen, die an der Spitze oftmals eine andere Farbe besitzen. Die unteren Hälften der Brakteen sind miteinander verwachsen, während die oberen Hälften sich verbreitern. Den so gebildeten Taschen stehen Wickel aus zwei bis sieben Blüten entgegen.
Die zwittrigen Blüten sind dreizählig. Der meist kurze, röhrenförmige Kelch ist auf einer Seite gespalten, ist zwei- oder dreilappig oder -gezähnt. Die Krone ist trichterförmig, die Kronblätter eiförmig oder länglich, nahezu gleich lang oder mit einem deutlich größeren zentralen Kronblatt, die Kronblattspitzen sind stark zugespitzt. Die äußeren Staminodien sind kronblattartig geformt, an der Basis mit den Staubfäden und dem Labellum verwachsen. Das Labellum besteht aus einem inneren, verdicktem Bereich und äußeren, dünneren Lappen, die die Staminodien teilweise überlappen. Die Staubfäden sind kurz und breit. Die Staubbeutel sind vielgestaltig, an der Basis für gewöhnlich angespornt.
Die meist ellipsoide Kapselfrucht ist dreifächerig und springt bei Reife auf.

## Nutzung
Unter den etwa 120 der Gattung zugeordneten Arten ist die Kurkuma oder Gelbwurz (Curcuma longa) sicher die bekannteste, da aus ihr das bekannte Küchengewürz gewonnen wird. Curcuma alismatifolia ist eine südostasiatische Zierpflanze. Bei Curcuma mangga ist die Beschreibung von Valeton & van Zijp und damit der Artstatus derzeit nicht anerkannt; die Pflanze findet in der südindischen Küche Verwendung; sie wird sauer eingelegt.

## Systematik

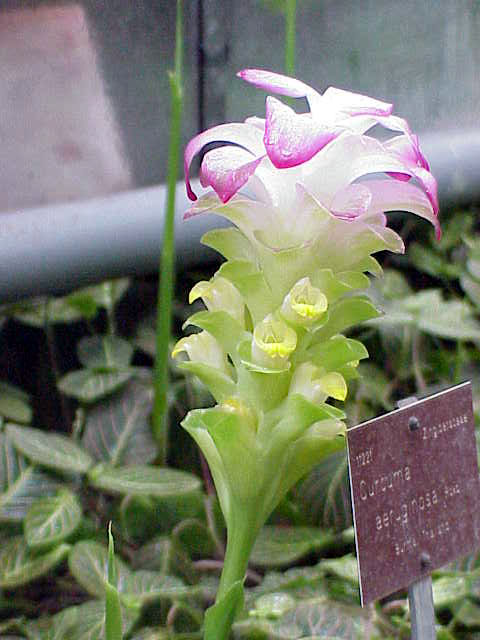
Curcuma aeruginosa

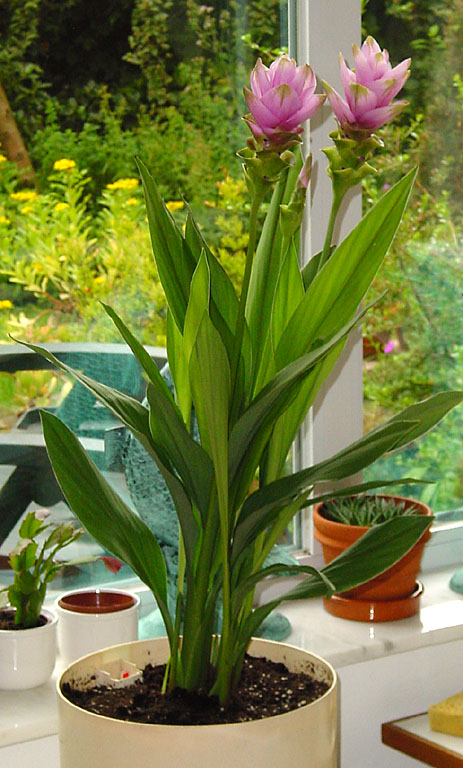
Curcuma alismatifolia

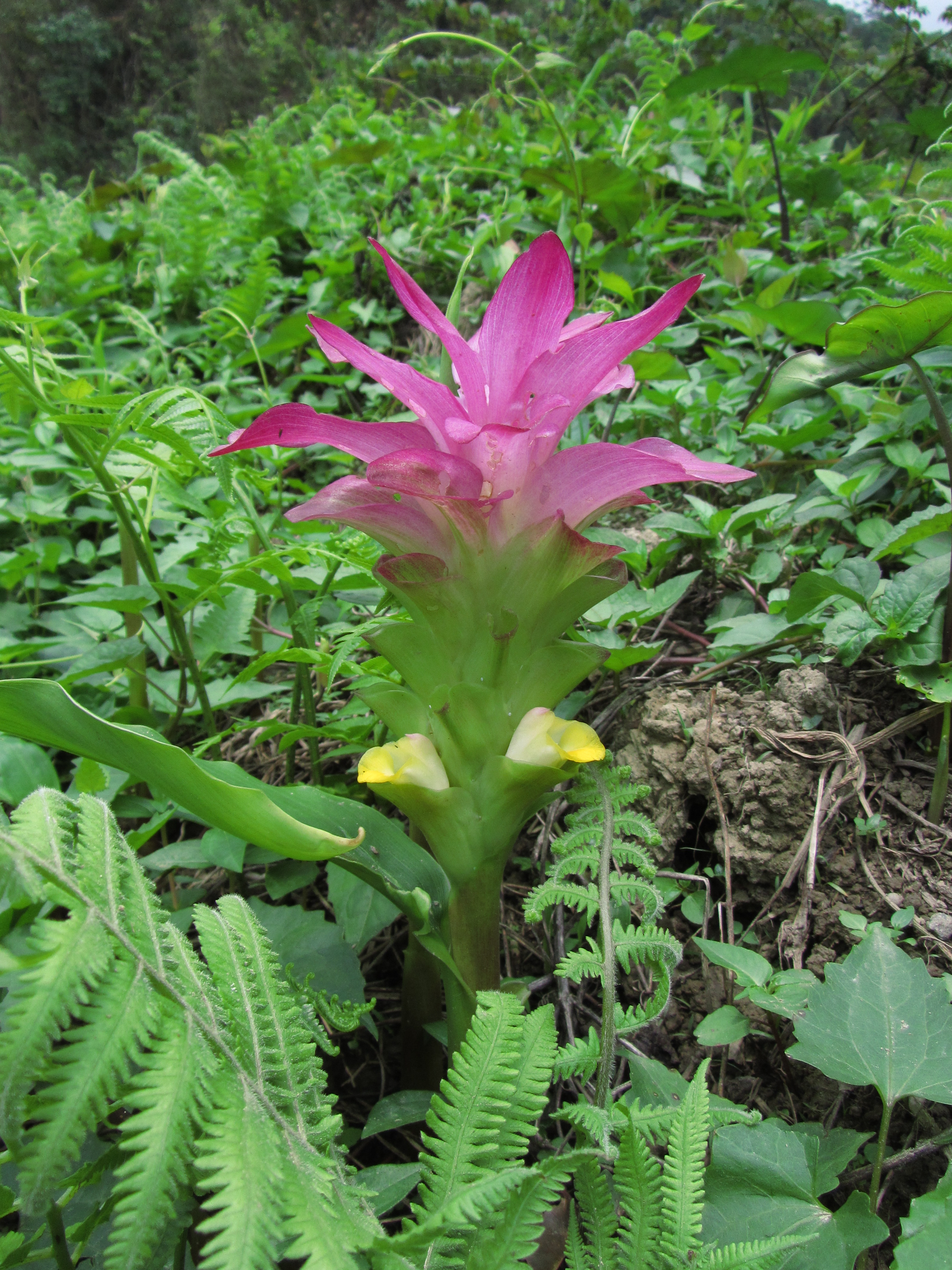
Curcuma aromatica

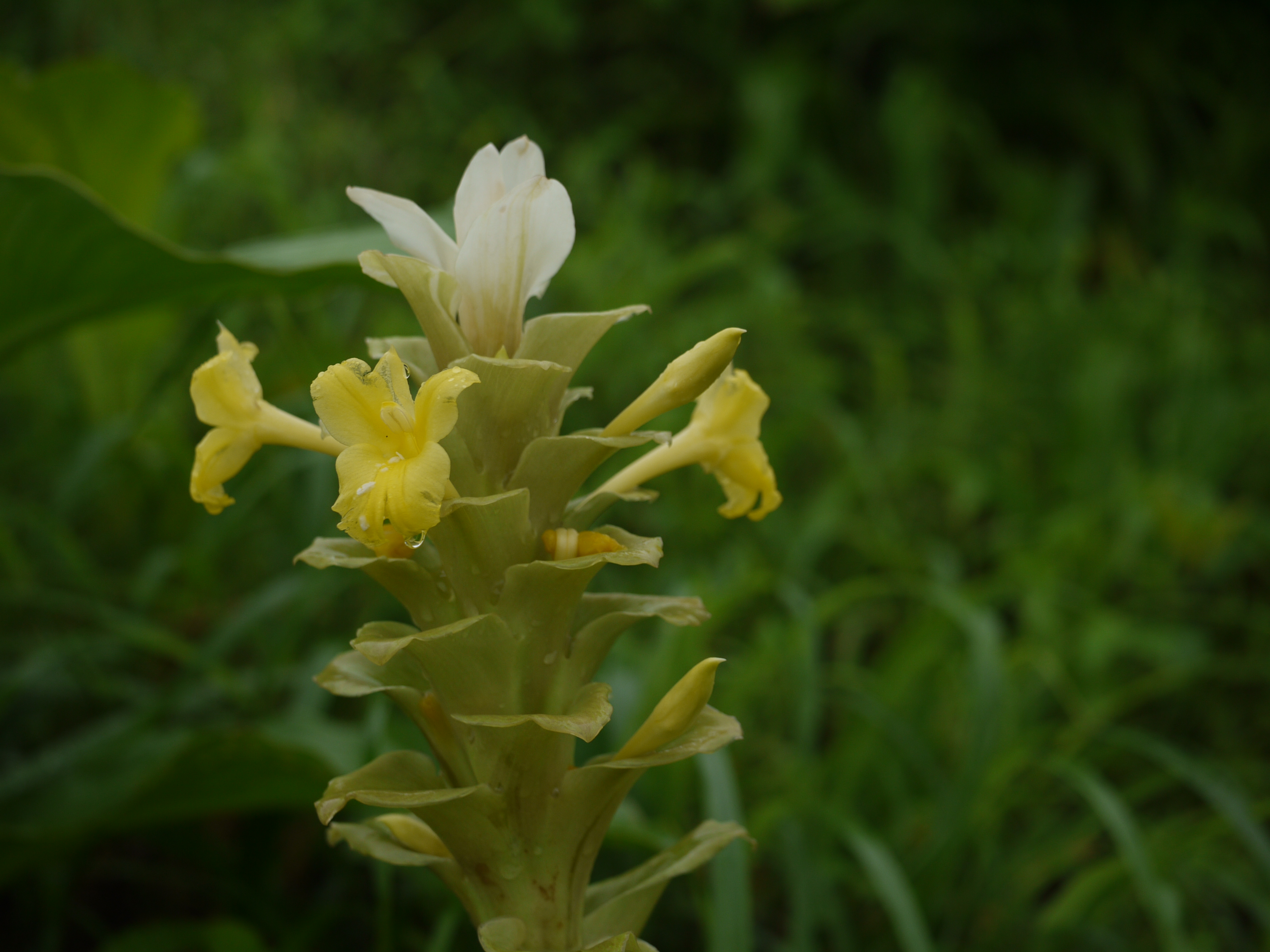
Curcuma caulina

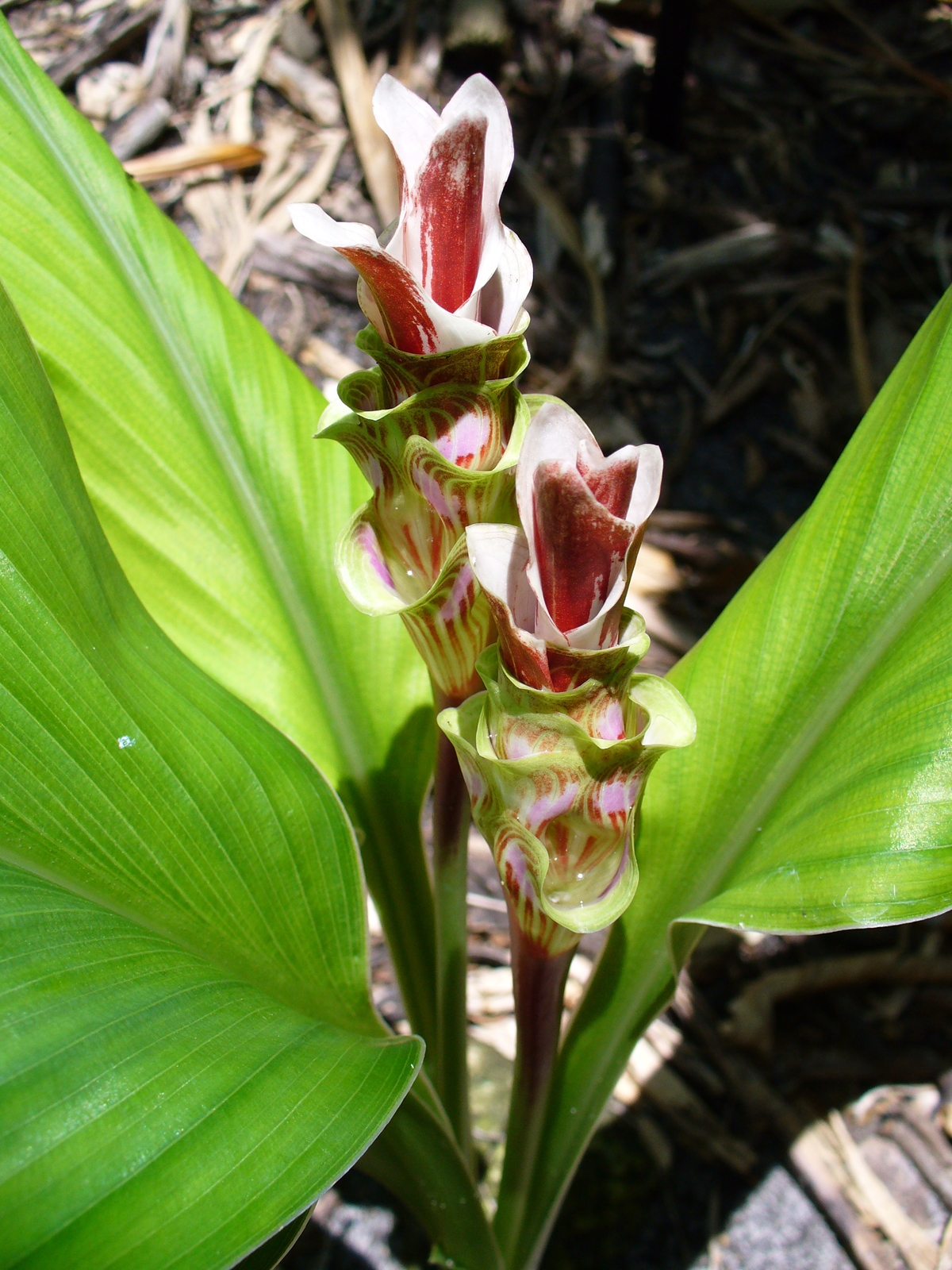
Curcuma gracillima

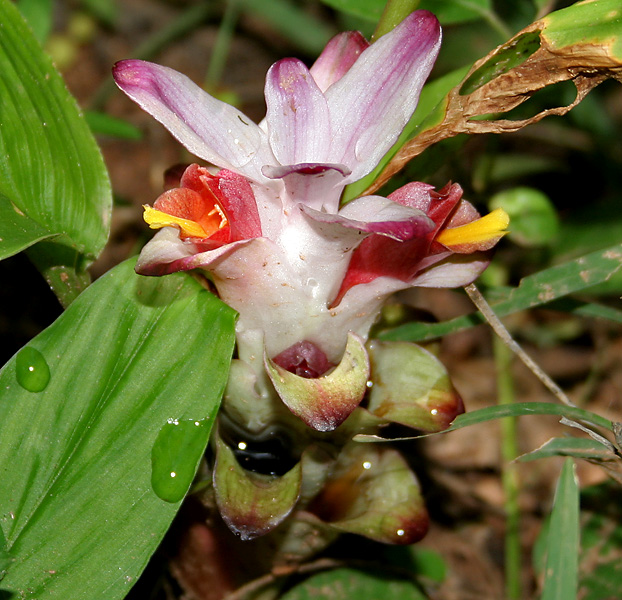
Curcuma inodora

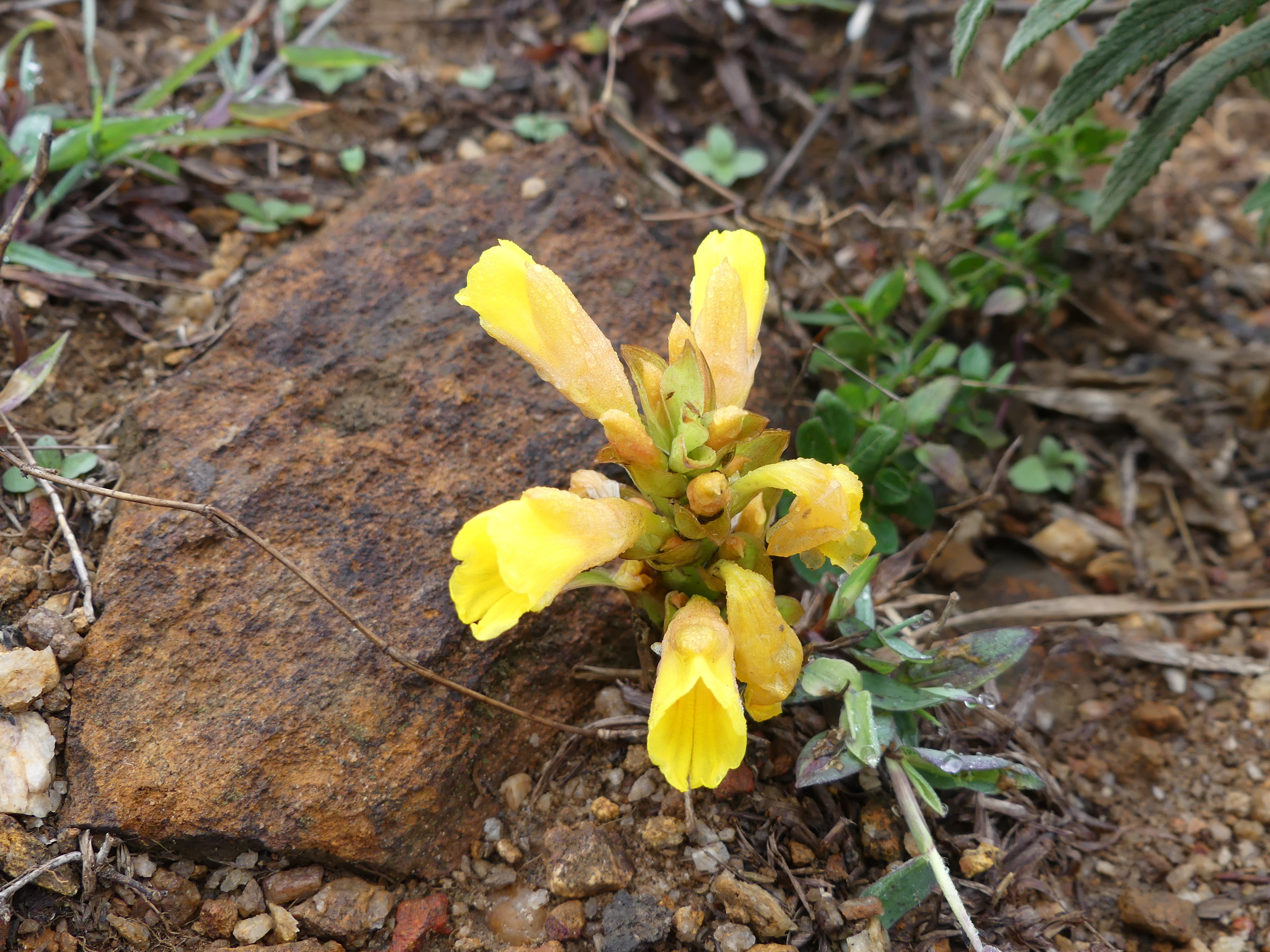
Curcuma karnatakensis

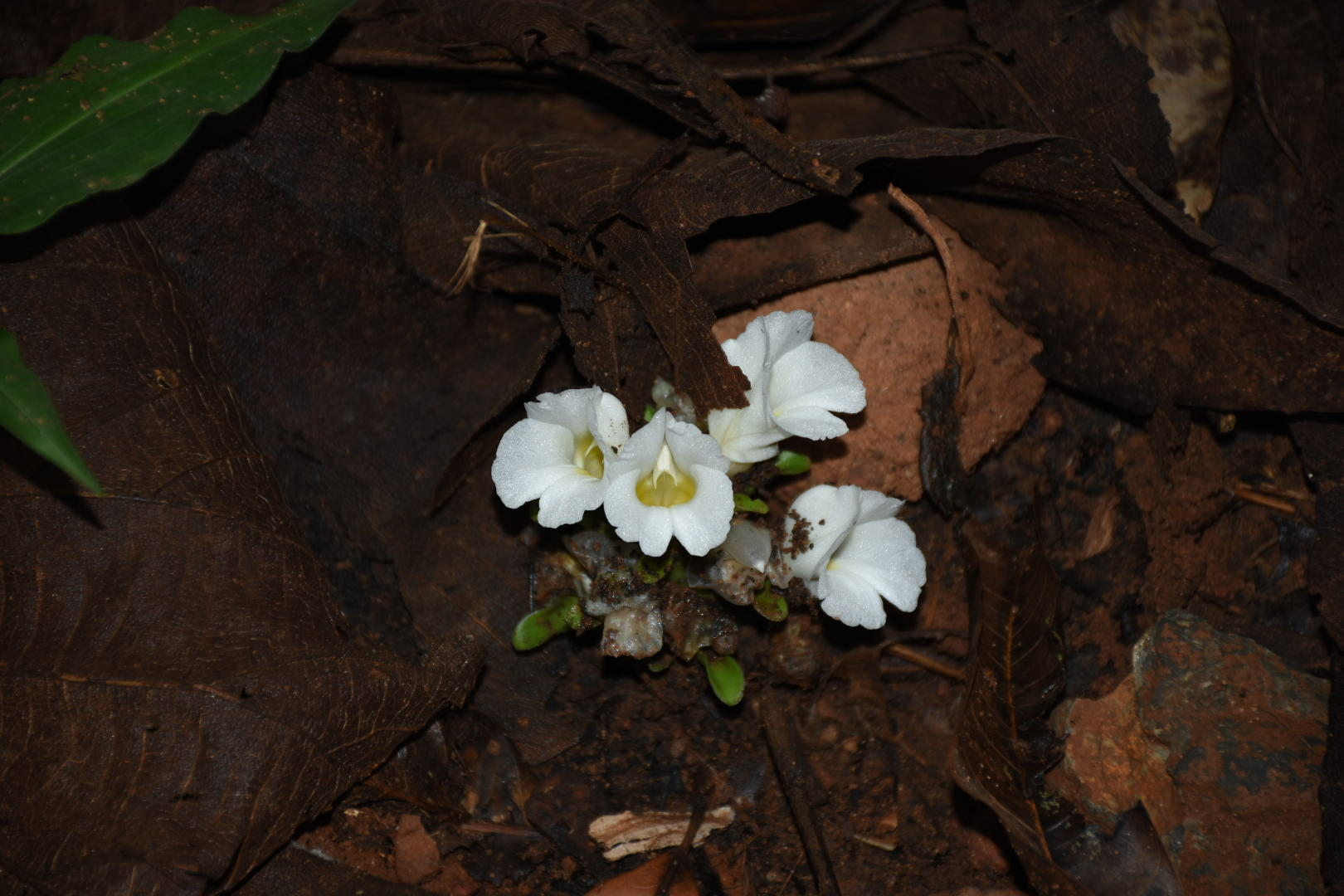
Curcuma oligantha

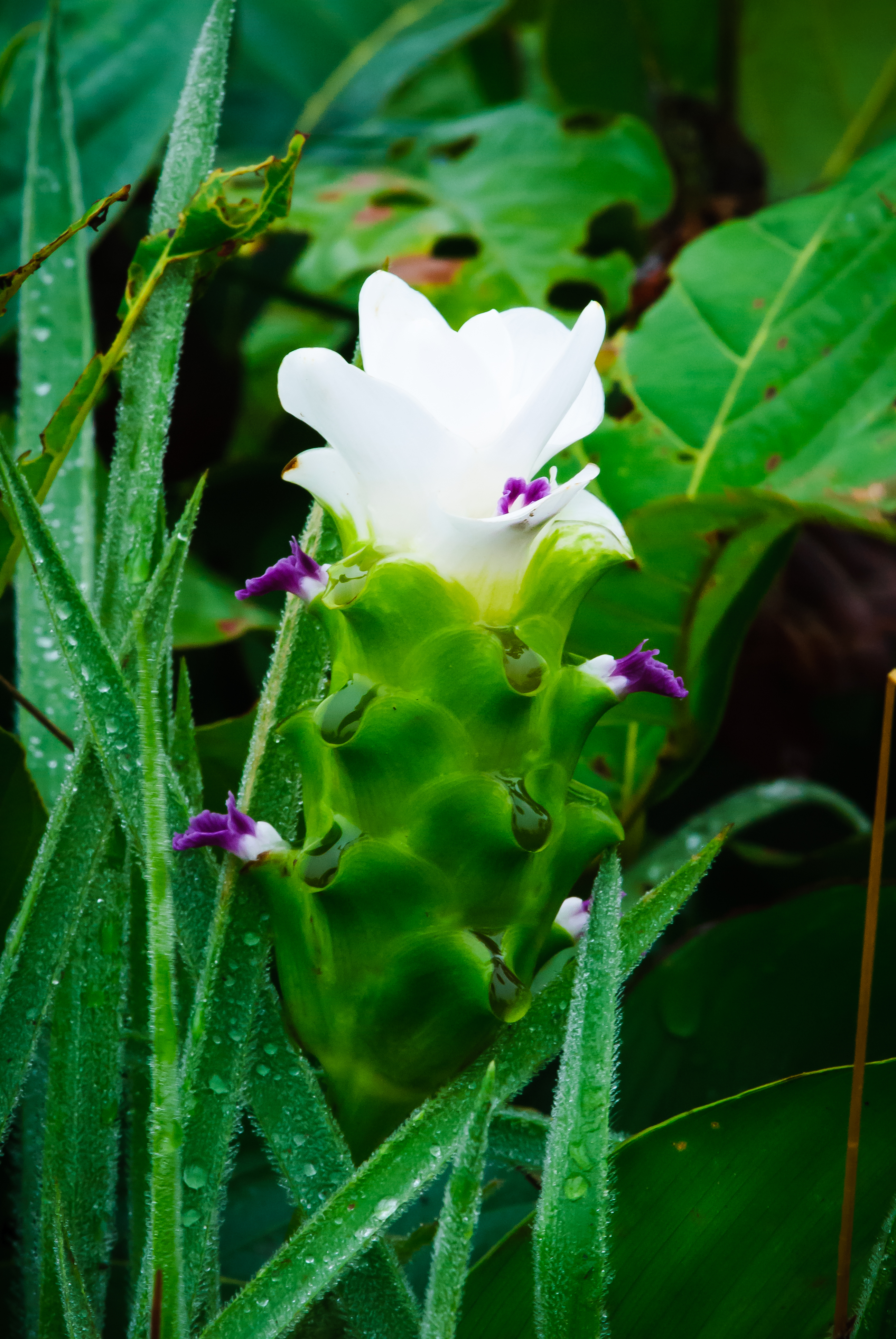
Curcuma parviflora

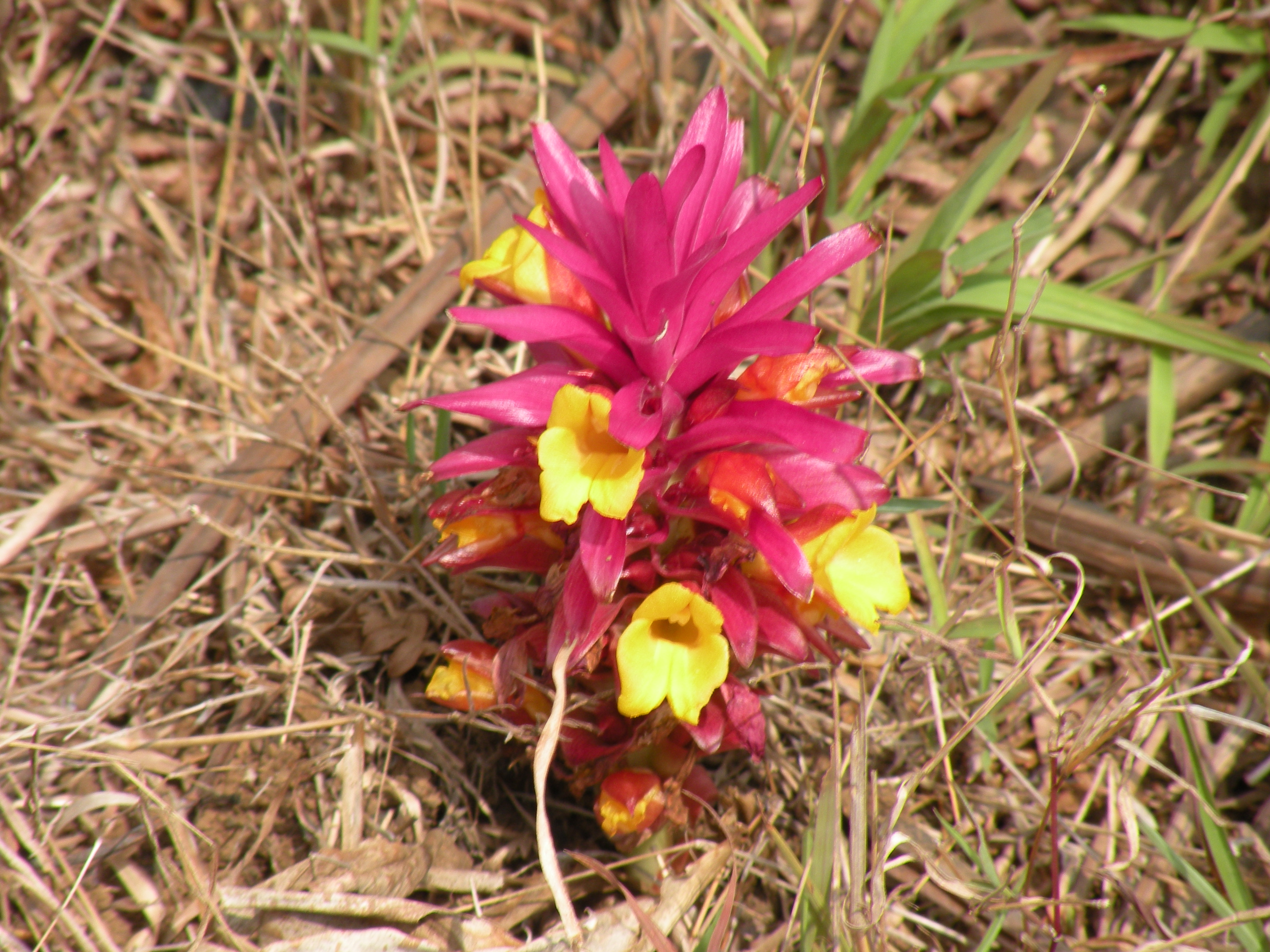
Curcuma pseudomontana

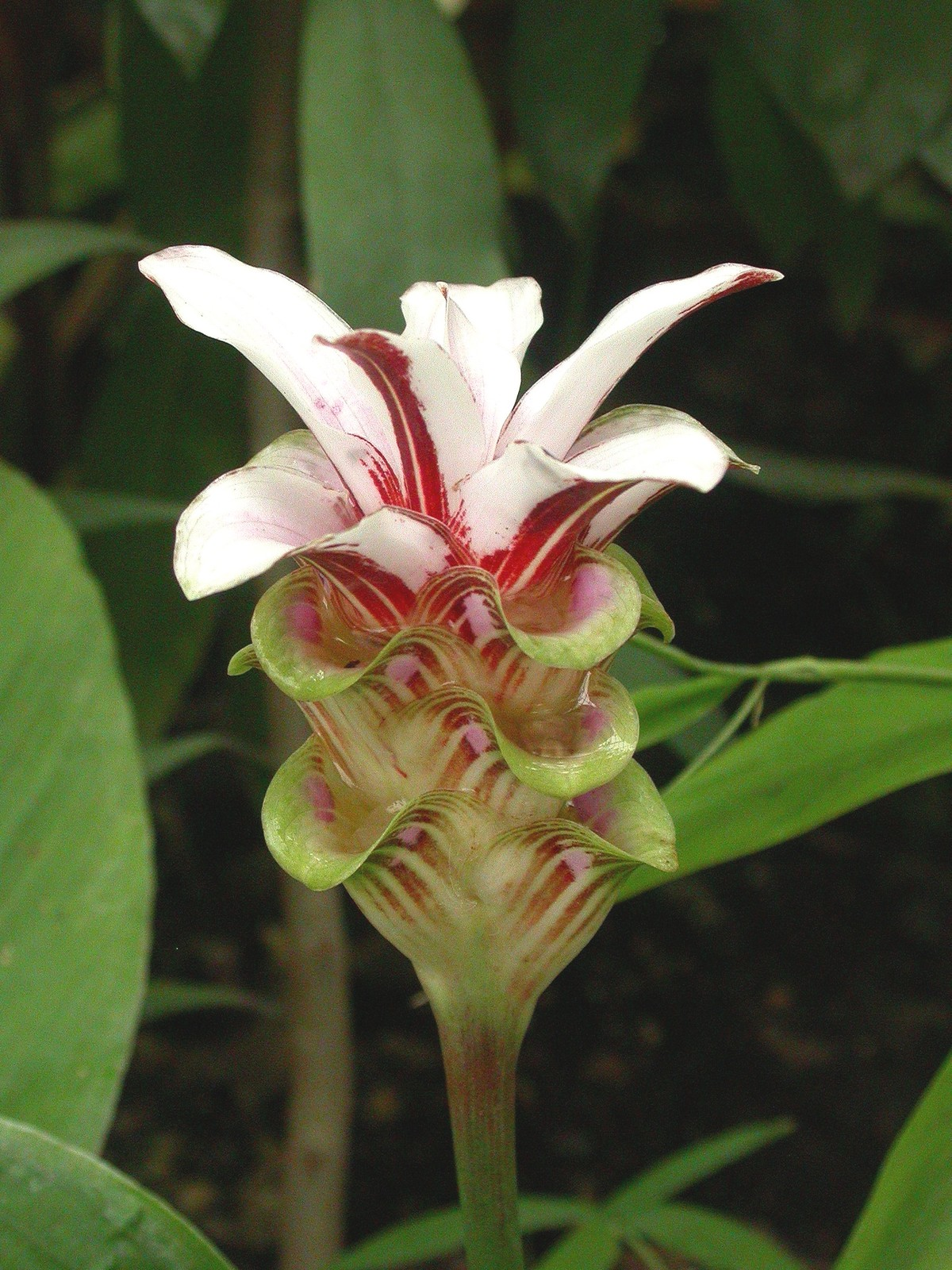
Curcuma rhabdota

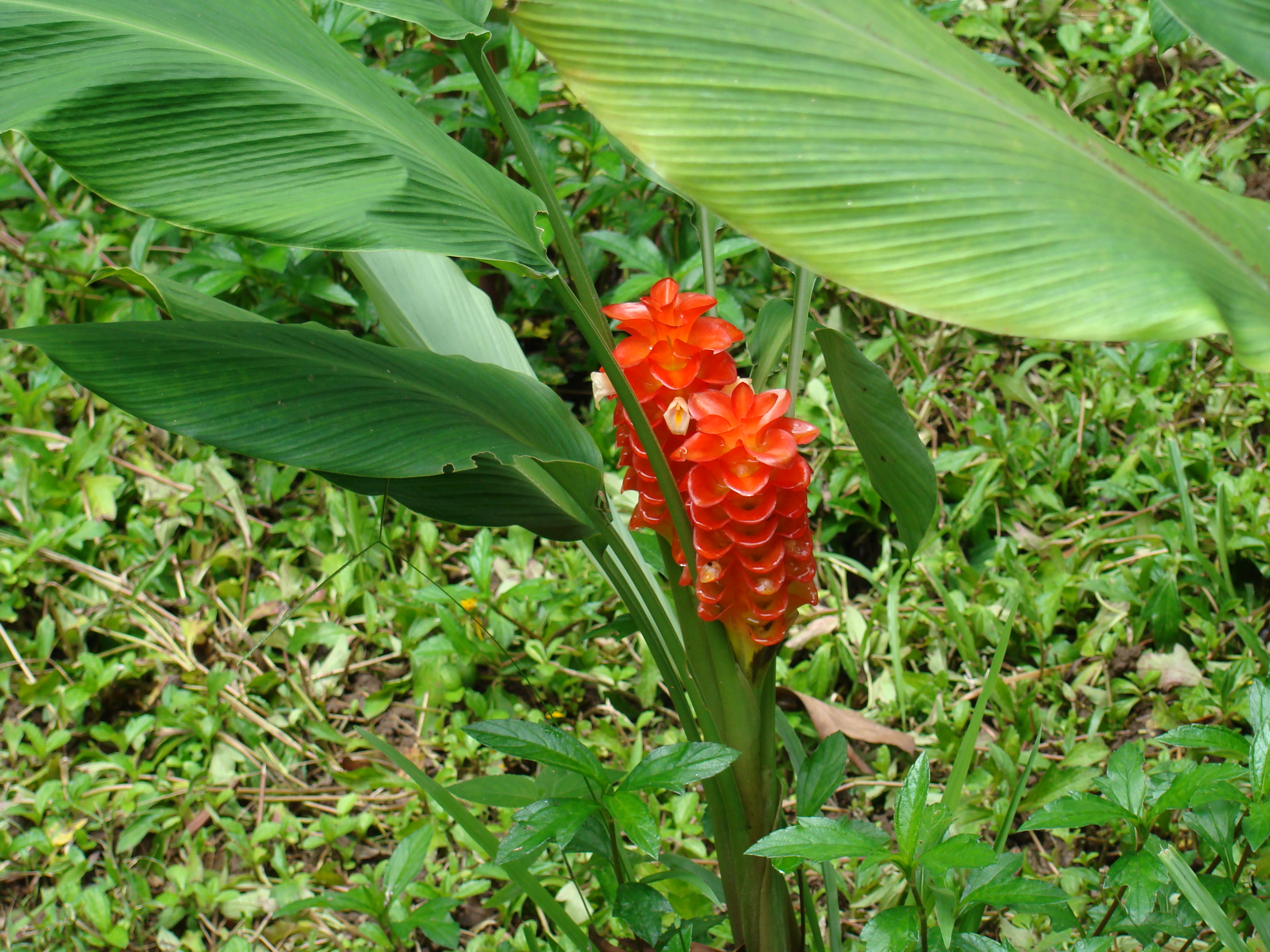
Curcuma roscoeana

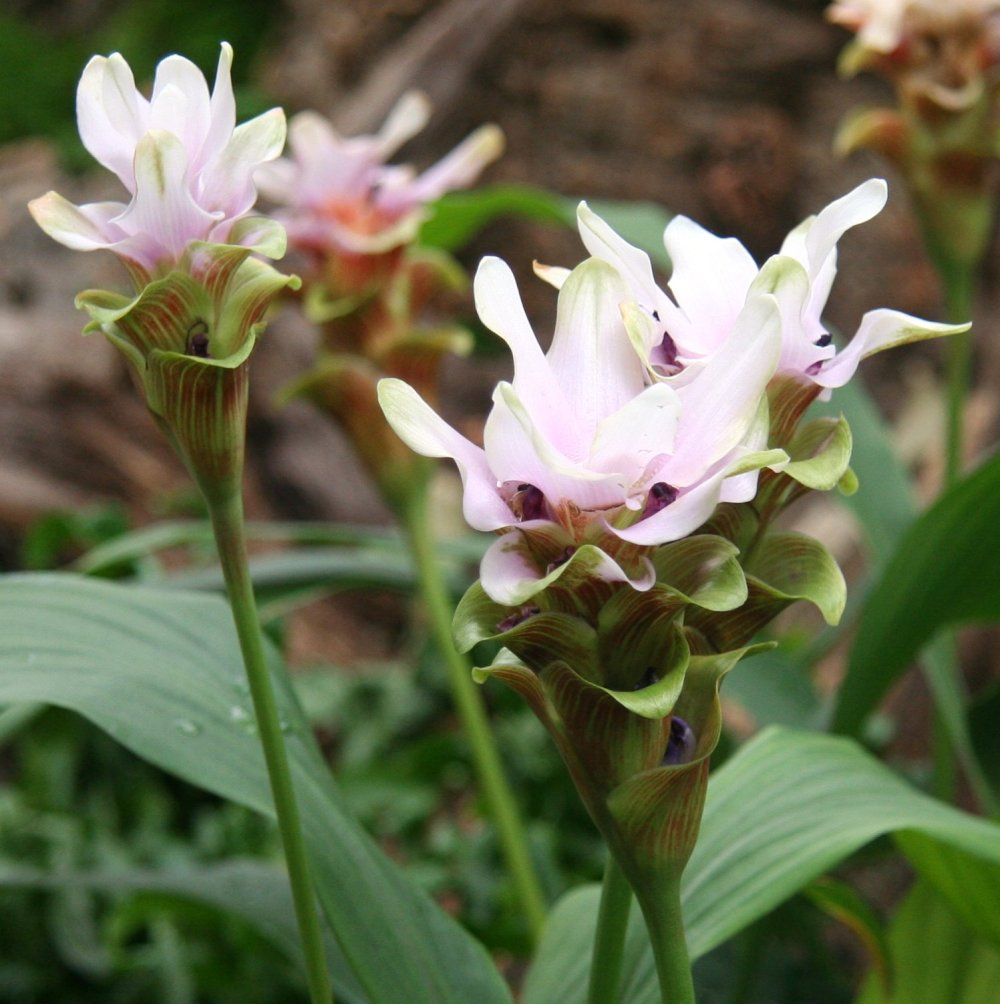
Zitwerwurzel (Curcuma zedoaria) mit Blüte

Hier eine Auflistung der akzeptierten Arten mit Verbreitungsgebiet:
- Curcuma aeruginosa Roxb.: Bangladesch, Thailand, Myanmar, Malaysia, Kambodscha, Vietnam, Java.[1]
- Curcuma albiflora Thwaites: Sri Lanka.[1]
- Curcuma alismatifolia Gagnep.: Thailand, Kambodscha, Laos.[1]
- Curcuma amada Roxb.: Südliches und östliches Indien bis Thailand.[1]
- Curcuma amarissima Roscoe: Nordöstliches Indien bis Yunnan.[1]
- Curcuma andersonii (Baker) Škornick.: Myanmar.[1]
- Curcuma angustifolia Roxb.: Uttarakhand bis Thailand, Myanmar und Vietnam.[1]
- Curcuma antinaia Chaveer. & Tanee: Thailand.[1]
- Curcuma aromatica Salisb.: Indien, Assam, Himalaja, Nepal, Sri Lanka, Bangladesch, Thailand, Myanmar und Vietnam bis China.[1]
- Curcuma arracanensis W.J.Kress & V.Gowda: Myanmar.[1]
- Curcuma attenuata Wall. ex Baker: Myanmar und Thailand.[1]
- Curcuma aurantiaca Zijp: Thailand, Malaysia und Java.[1]
- Curcuma australasica Hook. f.: Molukken bis Neuguinea, nördliches Australien.[1]
- Curcuma bakeriana Hemsl.: Papua-Neuguinea.[1]
- Curcuma bella Maknoi, K.Larsen & Sirirugsa: Thailand.[1]
- Curcuma bhatii (R.M.Sm.) Škorničk. & M.Sabu: Indien.[1]
- Curcuma bicolor Mood & K.Larsen: Thailand.[1]
- Curcuma caesia Roxb.: Indien und Bangladesch.[1]
- Curcuma campanulata (Kuntze) Škornick.: Thailand und Vietnam.[1]
- Curcuma candida (Wall.) Techapr. & Škornick.: China bis Bangladesch, Kambodscha, Myanmar und Vietnam.[1]
- Curcuma cannanorensis R.Ansari, V.J.Nair & N.C.Nair: Südwestliches Indien.[1]
- Curcuma caulina J.Graham: Indien.[1]
- Curcuma ceratotheca K.Schum.: Sulawesi.[1]
- Curcuma clovisii Škornick.: Thailand und Laos.[1]
- Curcuma cochinchinensis Gagnep.: Thailand und nördliches Vietnam.[1]
- Curcuma codonantha Škorničk., M.Sabu & Prasanthk.: Andamanen.[1]
- Curcuma coerulea K.Schum.: Myanmar.[1]
- Curcuma colorata Valeton: Java.[1]
- Curcuma comosa Roxb.: Assam, Myanmar und Thailand.[1]
- Curcuma coriacea Mangaly & M.Sabu: Südwestliches Indien.[1]
- Curcuma corniculata Škornick.: Laos.[1]
- Curcuma decipiens Dalzell: Südwestliches Indien.[1]
- Curcuma ecomata Craib: Thailand.[1]
- Curcuma elata Roxb.: Myanmar, Thailand und Vietnam.[1]
- Curcuma euchroma Valeton: Java.[1]
- Curcuma exigua N.Liu: Südwestliches Sichuan.[1]
- Curcuma ferruginea Roxb.: Nordöstliches Indien, Bangladesch und Myanmar.[1]
- Curcuma flammea Škornick.: Laos.[1]
- Curcuma flaviflora S.Q.Tong: Südwestliches Yunnan und nördliches Thailand.[1]
- Curcuma glans K.Larsen & Mood: Thailand.[1]
- Curcuma glauca (Wall.) Škornick.: Myanmar.[1]
- Curcuma gracillima Gagnep.: Thailand, Kambodscha, Vietnam.[1]
- Curcuma graminifolia (K.Larsen & Jenjitt.) Škornick.: Laos.[1]
- Curcuma grandiflora Wall. ex Baker: Malaiische Halbinsel.[1]
- Curcuma gulinqingensis N.H.Xia & Juan Chen: Yunnan.[1]
- Curcuma haritha Mangaly & M.Sabu: Südwestliches Indien.[1]
- Curcuma harmandii Gagnep.: Thailand, Kambodscha.[1]
- Curcuma heyneana Valeton & Zijp: Java bis Bali.[1]
- Curcuma inodora Blatt.: Westliches Indien.[1]
- Curcuma involucrata (King ex Baker) Škornick.: Westbengalen bis südliches China.[1]
- Curcuma karnatakensis Amalraj, Velay. & Mural.: Südwestliches Indien.[1]
- Curcuma kudagensis Velay., V.S.Pillai & Amalraj: Südwestliches Indien.[1]
- Curcuma kwangsiensis S.G.Lee & C.F.Liang: Südliches China.[1]
- Curcuma larsenii Maknoi & Jenjitt.: Thailand, Laos und Vietnam.[1]
- Curcuma latiflora Valeton: Westliches Neuguinea.[1]
- Curcuma latifolia Roscoe: Nördliches Indien bis Bangladesch.[1]
- Curcuma leonidii Škornick. & Luu: Vietnam.[1]
- Curcuma leucorrhiza Roxb.: Südwestliches Indien.[1]
- Curcuma loerzingii Valeton: Sumatra.[1]
- Kurkuma oder Indische Gelbwurz (Curcuma longa L.): Indien bis westliches Malesien.[1]
- Curcuma longispica Valeton: Westliches Neuguinea.[1]
- Curcuma macrochlamys (Baker) Škornick.: Myanmar und Thailand.[1]
- Curcuma mangga Valeton & Zijp: Java.[1]
- Curcuma meraukensis Valeton: Westliches Neugfuinea.[1]
- Curcuma montana Roxb.: Östlicher Himalaja bis Assam.[1]
- Curcuma mukhraniae R.Kr.Singh & Arti Garg: Indien. Sie wurde 2014 erstbeschrieben.[1]
- Curcuma mutabilis Škorničk., M.Sabu & Prasanthk.: Indien (Kerala).[1]
- Curcuma myanmarensis (W.J.Kress) Škornick.: Myanmar.[1]
- Curcuma nankunshanensis N.Liu, X.B.Ye & Juan Chen: Guangdong.[1]
- Curcuma neilgherrensis Wight: Westliches und südliches Indien, Laos und Myanmar.[1]
- Curcuma newmanii Škornick.: Vietnam.[1]
- Curcuma oligantha Trimen: Südliches Indien, Sri Lanka, Myanmar.[1]
- Curcuma ornata Wall. ex Baker: Myanmar.[1]
- Curcuma pambrosima Škorničk. & N.S.Lý: Vietnam.[1]
- Curcuma parviflora Wall.: Thailand, Malaysia und Myanmar.[1]
- Curcuma parvula Gage: Nördliches Myanmar.[1]
- Curcuma pedicellata (Chaveer. & Mokkamul) Škornick.: Thailand.[1]
- Curcuma peramoena Souvann. & Maknoi: Laos.[1]
- Curcuma petiolata Roxb.: Thailand, Myanmar, Laos, Java.[1]
- Curcuma phaeocaulis Valeton: Yunnan, Vietnam und Java.[1]
- Curcuma picta Roxb. ex Škorničk.: Indien.[1]
- Curcuma pierreana Gagnep.: Thailand, Kambodscha.[1]
- Curcuma plicata Wall. ex Baker: Thailand, Myanmar.[1]
- Curcuma porphyrotaenia Zipp. ex Span.: Timor.[1]
- Curcuma prakasha S.Tripathi: Assam.[1]
- Curcuma pseudomontana J.Graham: Südwestliches Indien.[1]
- Curcuma purpurascens Blume: Java bis Bali.[1]
- Curcuma pygmaea Škornick. & Šída f.: Vietnam.[1]
- Curcuma reclinata Roxb.: Indien und Myanmar.[1]
- Curcuma rhabdota Sirirugsa & M.F.Newman: Thailand, Laos.[1]
- Curcuma rhomba Mood & K.Larsen: Thailand, Kambodscha, Vietnam.[1]
- Curcuma roscoeana Wall.: Myanmar, Thailand und Andamanen.[1]
- Curcuma roxburghii M.A.Rahman & Yusuf: Bangladesch.[1]
- Curcuma rubescens Roxb.: Nordöstliches Indien, Bangladesch und Myanmar.[1]
- Curcuma rubrobracteata Škorničk., M.Sabu & Prasanthk.: Assam bis südwestliches Yunnan.[1]
- Curcuma sahuynhensis Škornick. & N.S.Lý: Vietnam. Sie wurde 2015 erstbeschrieben.[1]
- Curcuma sattayasaiorum Chaveer. & Sudmoon: Thailand.[1]
- Curcuma scaposa (Nimmo) Škorničk. & M.Sabu: Südwestliches Indien.[1]
- Curcuma sessilis Gage: Nördliches Myanmar.[1]
- Curcuma sichuanensis X.X.Chen: Sichuan und südwestliches Yunnan.[1]
- Curcuma singularis Gagnep.: Thailand, Kambodscha, Laos, Vietnam.[1]
- Curcuma sparganiifolia Gagnep.: Thailand, Kambodscha.[1]
- Curcuma stenochila Gagnep.: Thailand, Kambodscha.[1]
- Curcuma strobilifera Wall. ex Baker: Myanmar.[1]
- Curcuma sumatrana Miq.: Westliches Sumatra.[1]
- Curcuma supraneeana (W.J.Kress & K.Larsen) Škornick.: Thailand.[1]
- Curcuma sylvatica Valeton: Java bis Kleine Sundainseln.[1]
- Curcuma thorelii Gagnep.: Thailand, Kambodscha, Laos, Vietnam.
- Curcuma trichosantha Gagnep.: Thailand, Laos.[1]
- Curcuma vamana M.Sabu & Mangaly: Südwestliches Indien.[1]
- Curcuma viridiflora Roxb.: Thailand bis Bali.[1]
- Curcuma vitellina Škorničk. & H.Ð.Trần: Vietnam.[1]
- Curcuma wallichii M.A.Rahman & Yusuf: Bangladesch.[1]
- Curcuma wilcockii M.A.Rahman & Yusuf: Bangladesch.[1]
- Curcuma woodii N.H.Xia & Juan Chen: Thailand.[1]
- Curcuma xanthella Škornick.: Vietnam.[1]
- Curcuma yunnanensis N.Liu & S.J.Chen: Westliches Yunnan.[1]
- Javanische Gelbwurz (Curcuma zanthorrhiza Roxb.): Sie kommt ursprünglich im südwestlichen Indien vor.[1]
- Zitwerwurzel (Curcuma zedoaria (Christm.) Roscoe): Sie kommt ursprünglich vom östlichen Himalaja bis Assam vor.[1]
- Curcuma zedoarioides Chaveer. & Tanee: Thailand.[1]

### Einzelreferenzen
1. 1 2 3 4 5 6 7 8 9 10 11 12 13 14 15 16 17 18 19 20 21 22 23 24 25 26 27 28 29 30 31 32 33 34 35 36 37 38 39 40 41 42 43 44 45 46 47 48 49 50 51 52 53 54 55 56 57 58 59 60 61 62 63 64 65 66 67 68 69 70 71 72 73 74 75 76 77 78 79 80 81 82 83 84 85 86 87 88 89 90 91 92 93 94 95 96 97 98 99 100 101 102 103 104 105 106 107 108 109 110 111 112 113 114 115 116 117 118 119 120  Curcuma. In: POWO = Plants of the World Online von Board of Trustees of the Royal Botanic Gardens, Kew: Kew Science, abgerufen am 13. August 2018.